# Horses (album)
Horses je debutové album americké zpěvačky Patti Smithové, vydané v prosinci 1975 u vydavatelství Arista Records. Nahráno bylo během roku 1975 ve studiu Electric Lady Studios v New Yorku a jeho producentem byl John Cale, dřívější člen skupiny The Velvet Underground. Album je klíčovým faktorem a hlavní vliv na punk rockovou scénu v New Yorku.

## Seznam skladeb
| Strana 1 (LP) | Strana 1 (LP)                            | Strana 1 (LP)                   | Strana 1 (LP) |
| Pořadí        | Název                                    | Autor                           | Délka         |
| ------------- | ---------------------------------------- | ------------------------------- | ------------- |
| 1.            | Gloria“ 1. „In Excelsis Deo“ 2. „Gloria“ | Patti Smith Van Morrison        | 5:57          |
| 2.            | Redondo Beach                            | Smith, Richard Sohl, Lenny Kaye | 3:26          |
| 3.            | Birdland                                 | Smith, Sohl, Kaye, Ivan Král    | 9:15          |
| 4.            | Free Money                               | Smith, Kaye                     | 3:52          |

| Strana 2 (LP) | Strana 2 (LP)                                                  | Strana 2 (LP)                         | Strana 2 (LP) |
| Pořadí        | Název                                                          | Autor                                 | Délka         |
| ------------- | -------------------------------------------------------------- | ------------------------------------- | ------------- |
| 5.            | Kimberly                                                       | Smith, Allen Lanier, Král             | 4:27          |
| 6.            | Break It Up                                                    | Smith, Tom Verlaine                   | 4:04          |
| 7.            | Land 1. „Horses“ 2. „Land of a Thousand Dances“ 3. „La Mer(de) | Smith Chris Kenner, Fats Domino Smith | 9:25          |
| 8.            | Elegie                                                         | Smith, Lanier                         | 2:57          |

| Bonus na reedicích (CD) – koncertní nahrávka z 26. ledna 1976 v Agora Theatre v Clevelanu v Ohiu | Bonus na reedicích (CD) – koncertní nahrávka z 26. ledna 1976 v Agora Theatre v Clevelanu v Ohiu | Bonus na reedicích (CD) – koncertní nahrávka z 26. ledna 1976 v Agora Theatre v Clevelanu v Ohiu | Bonus na reedicích (CD) – koncertní nahrávka z 26. ledna 1976 v Agora Theatre v Clevelanu v Ohiu |
| Pořadí                                                                                           | Název                                                                                            | Autor                                                                                            | Délka                                                                                            |
| ------------------------------------------------------------------------------------------------ | ------------------------------------------------------------------------------------------------ | ------------------------------------------------------------------------------------------------ | ------------------------------------------------------------------------------------------------ |
| 9.                                                                                               | My Generation                                                                                    | Pete Townshend                                                                                   | 3:16                                                                                             |

## Obsazení
Základní sestava
- Patti Smith – zpěv, kytara
- Jay Dee Daugherty – bicí
- Lenny Kaye – kytara, baskytara, zpěv
- Ivan Kral – baskytara, kytara, zpěv
- Richard Sohl – klávesy

Ostatní hudebníci
- John Cale – baskytara v „My Generation“
- Tom Verlaine – kytara
- Allen Lanier – kytara, klávesy

Technická podpora
- John Cale – producent
- Richard Aaron – fotografie
- Vic Anesini – mastering
- Edie Baskin – fotografie
- Bernie Kirsh – zvukový inženýr, mastering
- Frank d'Augusta – asistent zvukového inženýra
- Danny Fields – fotografie
- Bob Gruen – fotografie
- Bob Heimall – design
- Bob Irwin – mastering
- Chuck Krall – fotografie
- Bob Ludwig – mastering
- Robert Mapplethorpe – fotografie
- Sherri Whitmarsh – design